# Yoshio Shimura
Yoshio Shimura (志村 義夫, nascido em 23 de setembro de 1940) é um ex-ciclista olímpico japonês. Shimura representou seu país durante os Jogos Olímpicos de Verão de 1964, em Tóquio.